# فهرس النجم الساطع

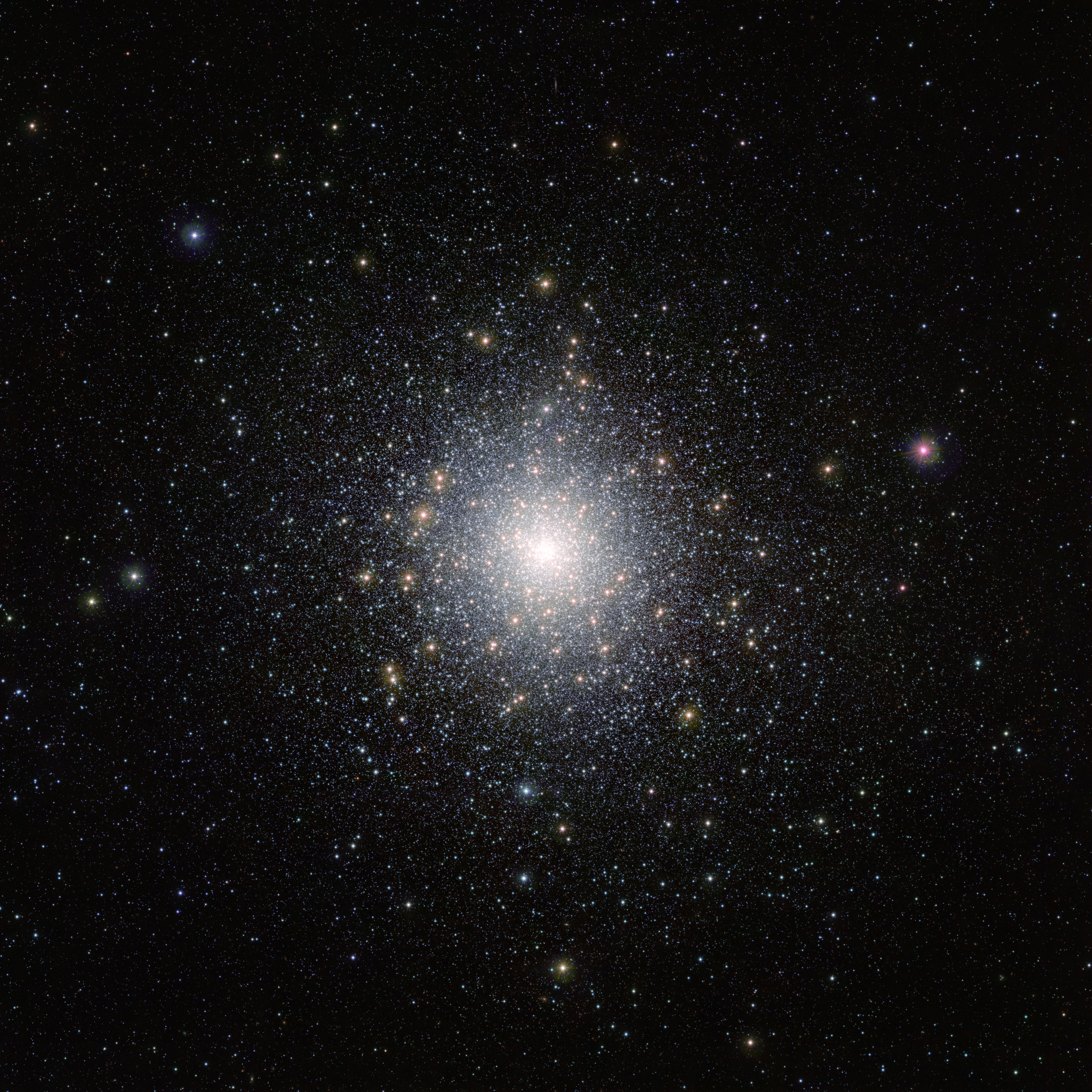
47 الطوقان عنقود مغلق مدرج في فهرس النجم الساطع

فهرس النجم الساطع (بالإنجليزية: The Bright Star Catalogue) والمعروف أيضا باسم فهرس ييل للنجوم الساطعة (بالإنجليزية: Yale Catalogue of Bright Stars) فهرس فلكي نجمي يسرد كل النجوم ذات القدر 6.5 و الأكثر إشراقا، وهي تقريبا كل نجم يمكن رؤيته بالعين المجردة من الأرض. يحتوي الفهرس على 9110 جرم بينها 9095 نجم، وهناك 11 مستعر أو مستعر أعظم ، و4 أجرام فلكية أخرى: غير النجوم وهي التجمعات النجمية الكروية 47 الطوقان (تسميتة HR 95) و إن جي سي 2808 (تسميتة HR 3671) العنقود النجمي المفتوح إن جي سي 2281 (HR 2496) و مسييه 67 (HR 3515).
فهرس النجم الساطع هو وريث فهرس هارفارد المنقح والذي نشر في عام 1908 من قبل إدوارد تشارلز بيكرنج.
إصدار عام 1991 هو الإصدار الخامس، هو الإصدار الذي ينطوي على تعزيز كبير لقسم التعليقات، ما يزيد قليلا على حجم الفهرس نفسه. هذه الطبعة الأخيرة، بالإضافة إلى العديد من الطبعات السابقة، تم تجميعها وتحريرها من قبل إلين دوريت من جامعة ييل .